# Babalorixá

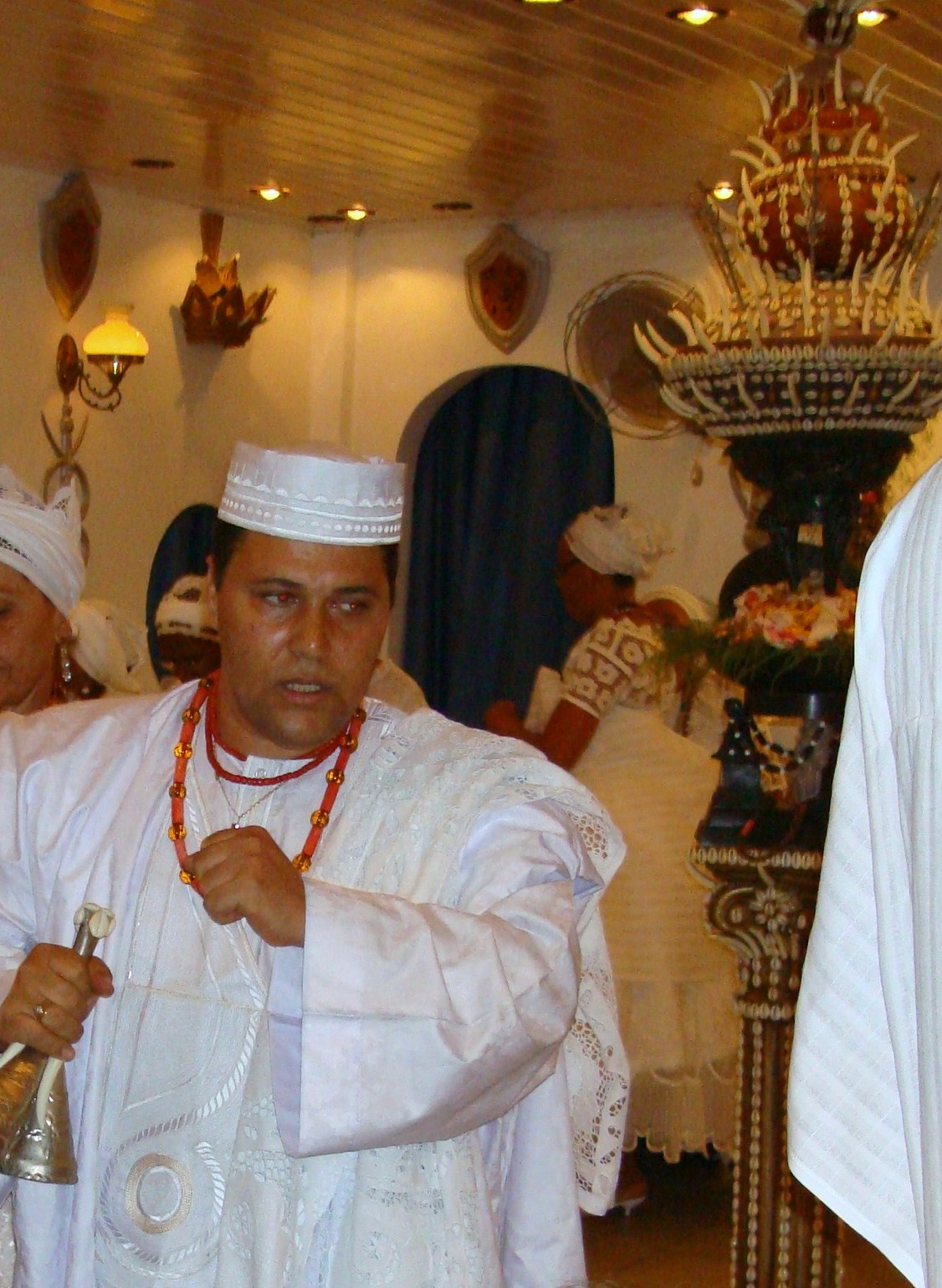
Un babalorixá (Antonio de Obaluaye)

Un Babalorixá ou babaloxá, également connue sous le nom de pai de santo (père de saint) est un prêtre ou chef de terreiro de candomblé, culte syncrétiste afro-brésilien important notamment dans le Nordeste brésilien (Salvador, Recife…).

## Rôle
Après l'initiation lui conférant ce statut, le père de saint porte la responsabilité de l'organisation du terreiro, des rites, sacrifices et cérémonies, guide les disciples et peut être amené à réguler les transes. Un prêtre de candomblé est donc à la fois fils de saint (descendant, à l'origine biologique mais aujourd'hui presque toujours symbolique, de son orisha) et père de saint (responsable religieux de la communauté)…
Bien qu'il puisse pratiquer lui aussi l'art de la divination par les cauris, la dignité de père (ou de mère) de saint ne doit pas être confondue avec celle de « père du secret » (en portugais pai do segredo, en yoruba babálawó), dernier degré de l'initiation dans la religion yoruba, et maître de l'art divinatoire du culte d'Ifá.

## Origine et équivalences
L'appellation de père de saint provient de ce que les Africains réduits en esclavage au Brésil, provenant pour une large part de la côte des Esclaves (s'étendant du Togo au Nigeria actuels), ont syncrétisé chacune des semi-divinités de cette région (orishas chez les Yorubas, voduns chez les Fons), avec un saint du catholicisme - santo en portugais). Idem pour la syncrétisation des inquices avec les saints catholiques pour les Africains originaires du Kongo et de l'Angola.
Les titres de père ou mère de saint sont utilisés : dans les candomblés de « nation » (nação) nagô ou yoruba, concurremment avec ceux de babalorixá (« père d'orisha ») ou d'ialorixá (« mère d'orisha »), d'origine yoruba ; dans les candomblés de nation Angola ou Congo, avec ceux de taata diá nkisi (en portugais tata de inquice, « père d'inquice ») ou de maama diá nkisi (en portugais mameto de inquice, « mère d'inquice »), d'origine kimbundu ; dans les candomblés de caboclos, qui mêlent tradition africaine et tradition amérindienne. Ils sont aussi équivalent à ceux  de zelador ou zeladora de santo (« zélateur ou zélatrice de saint »), plus rarement usités.
Dans les autres cultes syncrétistes afro-américains, ce sacerdote ou son équivalent porte généralement un autre nom : padrinho et madrinha dans l'umbanda (très présente à Rio de Janeiro), cacique dans l'umbanda du Rio Grande do Sul, babalorisha et iyalorixa dans la santería cubaine, houngan et mambo dans le vaudou d'Haïti et de Louisiane, quimboiseur et quimboiseuse dans le quimbois antillais.